# Speak kindly of your volunteer fire department
Speak kindly of your volunteer fire department is een studioalbum van de Amerikaanse zanger Robert Pollard en gitarist Doug Gillard. Het album werd uitgebracht op 5 november 1999. Het lied Do something real werd door filmregisseur Steven Soderbergh gebruikt bij de aftiteling in zijn film Full frontal (2002). De liederen Pop zeus en Do something real bleken populair bij live-uitvoeringen. De werktitel van het album was Mercy giants. Van de oorspronkelijke uitgave op lp werden 1000 exemplaren gedrukt.
Pollard en Gillard zouden later nog tweemaal samen een album uitbrengen. In 2003 en 2011 brachten ze onder de naam Lifeguards respectievelijk Mist King Urth en Waving at the astronauts uit.

## Productie
Robert Pollard is de frontman van de indierockband Guided by Voices. In 1997 verving hij de bezetting van de band door de leden van Cobra Verde, waar Doug Gillard deel van uitmaakte. Ze namen het album Mag earwhig! op dat nog dat jaar uitkwam. Twee jaar later verscheen Do the collapse. In de herfst van 1999 gaf Pollard een aantal demo's aan Gillard en vroeg of hij opnames kon maken op zijn viersporenrecorder. Gillard voegde vier eigen liederen toe en stuurde de opnames terug waarna Pollard de zangpartij voor zijn rekening nam.
In 2019 werd het album vanwege het 20-jarig jubileum geremasterd en heruitgebracht op het label Guided by Voices Inc.

## Ontvangst
In de biografie van Pollard schreef auteur Michael Cutter dat volgens het tijdschrift Dirt Culture het album een van de beste verzamelingen van liederen was die "the Guru" ooit heeft uitgebracht. Ron Hart van College Music Journal noemde Speak kindly... een ruwe maar makkelijk in het gehoor liggende fusie tussen lo fi uit het Bee thousand-tijdperk en het meer gepolijste werk zoals op Do the collapse. Jack Rabid van AllMusic merkte op dat het album consistent klinkt en liederen bevat die niet overkomen alsof ze half afgemaakt zijn, zoals Pollard zijn nummers vaker behandelt. Rabid vond het jammer dat het album niet als Guided by Voices-album is uitgegeven, waardoor het onder een breder publiek bekend zou zijn geworden. In zijn recensie schreef hij dat hij het album oneindig veel beter vond dan Pollard's soloalbums Waved out (1998) en Kid marine (1999), een mening die gedeeld werd door Nick Mirov van Pitchfork. Mirov vond het album "exponentially better than the others". Hij roemde Gillard's invloed op het ruwe werk van Pollard.

## Tracklist
Alle muziek en teksten zijn geschreven door Robert Pollard, tenzij anders aangegeven. 
| Nr. | Titel                                   | Duur |
| --- | --------------------------------------- | ---- |
| 1.  | Frequent weaver who burns               | 2:50 |
| 2.  | Soul train college policeman            | 1:39 |
| 3.  | Pop Zeus (Pollard, Doug Gillard)        | 2:28 |
| 4.  | Slick as snails                         | 4:19 |
| 5.  | Do something real                       | 2:55 |
| 6.  | Port authority (Pollard, Gillard)       | 4:05 |
| 7.  | Soft smoke                              | 0:49 |
| 8.  | Same things                             | 1:19 |
| 9.  | And I don't (so now I do)               | 2:10 |
| 10. | Tight globes                            | 3:07 |
| 11. | I get rid of you                        | 2:50 |
| 12. | Life is beautiful                       | 2:27 |
| 13. | Messiahs (Pollard, Gillard)             | 2:25 |
| 14. | Larger Massachusetts (Pollard, Gillard) | 2:53 |
| 15. | And my unit moves                       | 1:41 |